# 蝎尾菊属
蝎尾菊属（学名：Koelpinia）是菊科下的一个属，为一年生、纤弱草本植物。该属共有5种，分布于北非至东亚。